# Das Grauen am See
Das Grauen am See ist ein Science-Fiction-Thriller von David Jackson aus dem Jahr 1998, der als Fernsehfilm entstand.

## Handlung
Jackie Ivers, eine Krankenschwester, lebt in Los Angeles. Sie fährt in eine Provinzstadt, um ihren todkranken Vater Steve zu besuchen. Unterwegs fährt sie einen Mann an, den sie später in der Stadt jedoch unverletzt antrifft. Ihren Vater trifft sie ebenfalls völlig gesund an, sein Verhalten irritiert sie jedoch, da er sich sehr verändert hat.
Ein Polizist fordert Jackie auf, nach Los Angeles zurückzukehren.
Jackie trifft Dr. Jeff Chapman, mit dem sie früher zusammen war. Sie und Chapman entdecken, dass Außerirdische, die sich in einem See in der Nähe verstecken, die Ortsbewohner entführen, ermorden und durch Doppelgänger ersetzen. Auch Jackie wird entführt, sie kann aber fliehen.

## Kritiken
- Südwestrundfunk: „David Jacksons packender Mystery-Thriller steht ganz in der Tradition der Science Fiction- und Invasions-Filme der Fünfziger Jahre und erfolgreicher Serien wie "Akte X". Ihm gelang eine spannende Mischung aus Intrige, Action und erschreckender Zukunftsvision.“